# 齊藤滋與史
齊藤滋與史（日语：／ Saitō Shigeyoshi，1918年8月9日—2018年8月9日）是日本的企業家、政治人物。父親為企業家齊藤知一郎，是大昭和製紙的創辦人。
齊藤滋與史在擔任該公司副社長後從政，於1964年任吉原市市長，期間主導促成與富士市的合併，合併後任新成立的富士市市長。進入國政後曾連續當選6屆眾議院議員，並於鈴木善幸內閣擔任建設大臣。1981年離開內閣接替兄長擔任大昭和製紙社長，後於1986年起擔任2屆靜岡縣知事，1993年因病辭職。
擔任知事期間曾推動縣內靜岡機場、新東名高速公路、富士山兒童之國、小笠山綜合運動公園等設施的建設，因此在2006年被富士市授予「名誉市民」榮譽。
2018年8月9日因心臟衰竭於富士市去世，享年100歲。